# کمال‌یابی‌ها

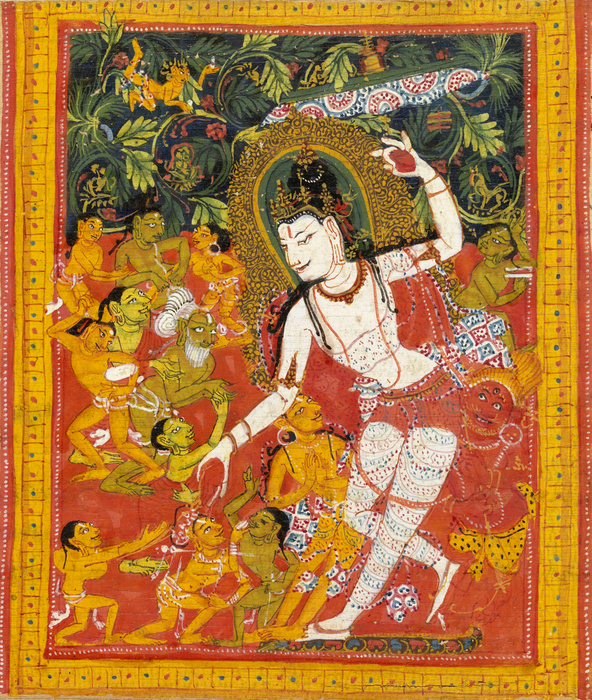
کمال‌یابی‌ها

در شاخه مهایانه از دین بودیسم، مفهوم کمال‌یابی یا پارمیتا (pāramitā) به فضیلت‌هایی اشاره دارد که بوداسف‌ها (بیداروجودها) در مراحل پیشرفته سیر و سلوک خود از آن‌ها برای کاستی‌زدایی و متعاقباً نزدیک‌تر شدن به روشنی‌یابی (بودا شدن) استفاده می‌کنند.
در کیش مهایانه، به رهاشدگان از رنج بیداروجود می‌گویند و بیداروجودها در راه رهایی از تولد ادواری و رسیدن به نیروانا (خاموشی کامل شعله طلبیدن‌ها، خشم، و افکار واهی) از یک‌رشته تمرینات کمال‌یابی بهره می‌گیرند که تعداد آن‌ها شش مورد است:

## مهایانه
- کمال‌یابی سخاوت dāna-pāramitā
- کمال‌یابی اخلاق‌مداری śīla-pāramitā
- کمال‌یابی استقامت kṣānti-pāramitā
- کمال‌یابی کوشایی vīrya-pāramitā
- کمال‌یابی درون‌پویی dhyāna-pāramitā
- کمال‌یابی فرزانگی prajñā-pāramitā

در سوترای ده گام Daśabhūmika Sūtra که از متون اولیه و پرنفوذ مهایانه است چهار کمال‌گرایی دیگر نیز ذکر شده‌است:
- کمال‌یابی تدبیر Upāya pāramitā
- کمال‌یابی عزم و اراده Praṇidhāna pāramitā
- کمال‌یابی نیروی روانی Bala pāramitā
- کمال‌یابی دانش Jñāna pāramitā

## ترواده
در کیش ترواده ۱۰ کمال‌یابی را در نظر می‌گیرند:
- کمال‌یابی سخاوت Dāna-pāramitā
- کمال‌یابی اخلاق‌مداری śīla-pāramitā
- کمال‌یابی ناطلبیدن Nekkhamma-pāramitā
- کمال‌یابی فرزانگی Paññā-pāramitā
- کمال‌یابی کوشایی Viriya-pāramitā
- کمال‌یابی استقامت Khanti-pāramitā
- کمال‌یابی صداقت Sacca-pāramitā
- کمال‌یابی تصمیم Adhiṭṭhāna-pāramitā
- کمال‌یابی مهر Mettā-pāramitā
- کمال‌یابی ثبات روحی Upekkhā-pāramitā